# Vic-Fezensac
 Vic-Fezensac  (Vic en Fesensac en occitano) es una población y comuna francesa, ubicada en la región de Occitania, departamento de Gers, en el distrito de Auch y cantón de Vic-Fezensac.

## Demografía
| 3 272                     | 3 100 | 3 412 | 3 669 | 3 365 | lac. | 3 928 | 4 157 | 4 191 | 4 182 | 4 111 | 3 957 | 3 992 | 4 195 | 3 953 | 3 585 | 3 508 | 3 230 | 3 102 | 3 041 | 2 650 | 2 724 | 2 610 | 2 726 | 3 032 | 3 029 | 3 441 | 3 966 | 4 111 | 3 978 | 3 683 | 3 614 | 3 628 |
| (Fuente: INSEE y Cassini) |       |       |       |       |      |       |       |       |       |       |       |       |       |       |       |       |       |       |       |       |       |       |       |       |       |       |       |       |       |       |       |       |